# Graphiurus johnstoni
Graphiurus johnstoni es una especie de roedor de la familia Gliridae.

## Distribución geográfica
Se encuentra en Malaui, Zambia y Zimbabue.

## Hábitat
Su hábitat natural son: las sabanas húmedas.  